# Mohamad Idris Laena

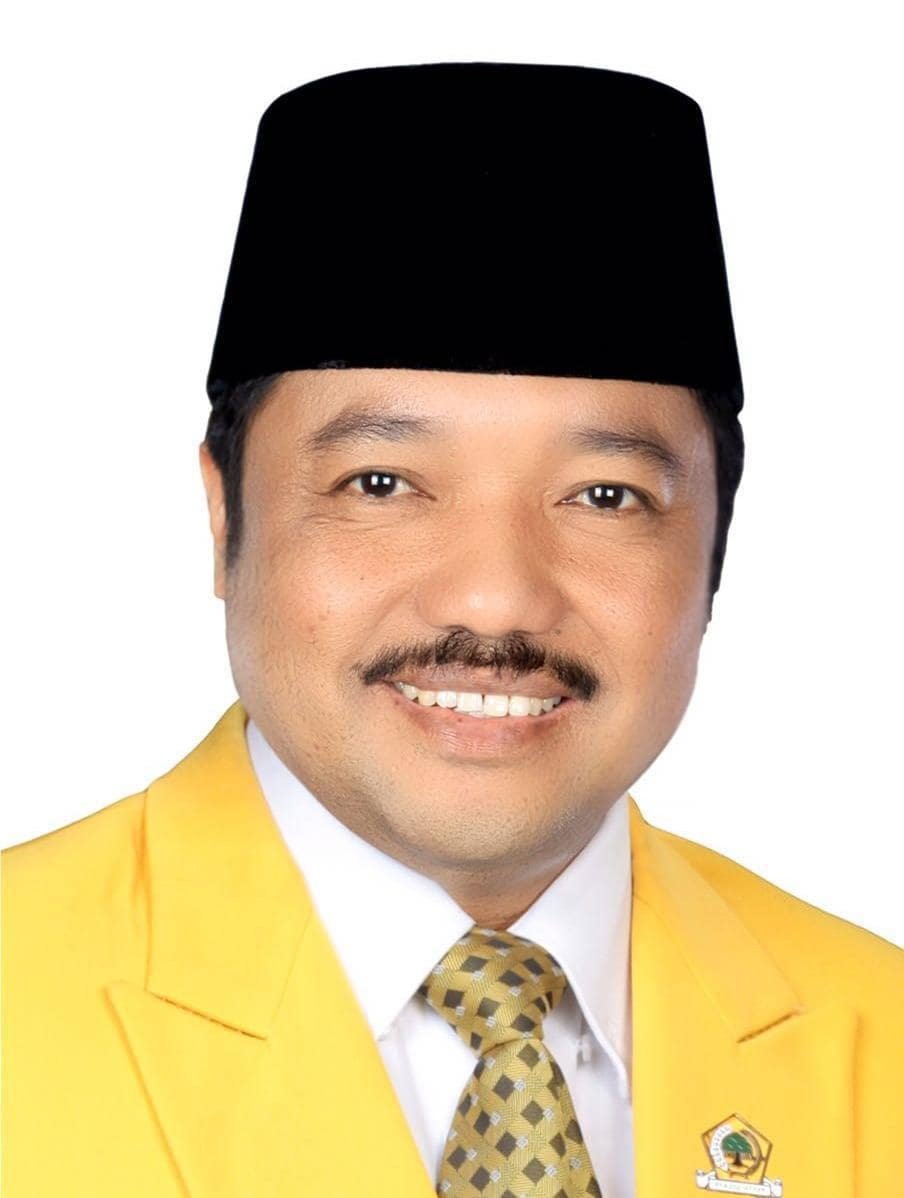
Mohamad Idris Laena (1. Oktober 2019)

Hāddsch Mohamad Idris Laena (* 12. Januar 1965 in Pulau Kijang, Reteh, Indragiri Hilir, Riau) ist ein indonesischer Politiker der Partei der funktionalen Gruppen Golkar (Partai Golongan Karya), Finanzmanager und Rechtsanwalt, der seit 2014 Mitglied des Volksvertretungsrates der Republik Indonesien DPR-RI (Dewan Perwakilan Rakyat Republik Indonesia) ist.

## Leben
Mohamad Idris Laena besuchte zwischen 1971 und 1977 die Grundschule und im Anschluss bis 1981 die Mittelschule in Kijang sowie schließlich zwischen 1981 und 1984 die Oberschule Sekolah Menengah Atas Negeri 15 in Jakarta. Er absolvierte ein Studium der Fächer Ingenieurwesen und Planung an der Universitas Trisakti in Jakarta, welches er 1994 mit einem Bachelor of Engineering and Planning beendete. Er war zwischen 1992 und 1996 Leitender Direktor der Aktiengesellschaft (Perseroan Terbatas PT MBCM) und danach von 1996 bis 2004 Vorsitzender des Aufsichtsrates der PT MLP. Daneben wurde er 1995 Leiter der Organisationsabteilung des Zentralvorstandes DPP (Dewan Pimpinan Pusat) des Verbandes indonesischer Expresstransportunternehmen ASPERINDO (Assosiasi perusahaan pengangkutan express Indonesia) sowie 1996 Generalsekretär des Verbandes indonesischer Arbeitsvermittlungsunternehmen APJATI (Asosiasi Perusahaan Jasa Tenaga Kerja Indonesia). Er wurde ferner 1997 Mitglied des Expertenrates des Verbandes indonesischer muslimischer Gelehrter ICMI (Ikatan Cendekiawan Muslim Indonesia) sowie 2000 Generalschatzmeister der Zentralindonesischen Boxkommission (Komisi Tinju Indonesia Pusat).
In den 2000er Jahren übernahm Laena verschiedene Funktionen in Unternehmen seiner Familie und war unter anderem Mitglied des Aufsichtsrates von PT. LAENACO UTAMA (2000 bis 2004), Präsident und Direktor von Laenaco Network PTE (2001 bis 2004) sowie zwischen 2002 und 2004 Vorsitzender des Aufsichtsrates der PT. LAENACO GROUP, Vorsitzender des Aufsichtsrates der Laena Money Exchange sowie des Weiteren Präsident und Direktor der Laenaco Network MS & N BHD. Er war ferner von 2000 und 2004 stellvertretender Generalvorsitzender des Verbandes indonesischer Arbeitsvermittlungsunternehmen APJATI und wurde 2001 Leiter der Organisationsabteilung des Verbandes der Haddsch- und ʿUmra-Organisatoren AMPUH. Er begann zudem sein Engagement für die Partei der funktionalen Gruppen Golkar (Partai Golongan Karya) und wurde unter anderem 2003 Vorsitzender des Zentralvorstandes der Indonesischen Erneuerungs-Jugendtruppe AMPI (Angkatan Muda Pembaharuan Indonesia) sowie ebenfalls 2003 stellvertretender Vorsitzender des Regionalen Repräsentantenrates DPD (Dewan Perwakilan Daerah) der GOLKAR in der Provinz Riau. 2004 wurde er sowohl Generalschatzmeister des Zentralvorstandes des Islamischen Daʿwa-Rates der GOLKAR als auch Regionalkoordinator des Regionalen Repräsentantenrates der GOLKAR in der Provinz Riau. 2006 übernahm er daraufhin die Funktion als Vorsitzender des Zentralvorstandes der Familienberatung zur gegenseitigen Zusammenarbeit MKGR (Musyawarah Kekeluargaan Gotong Royong), eine Organisation, die vom Militär gegründet wurde, um den Einfluss der Kommunistischen Partei Indonesiens PKI (Partai Komunis Indonesia) einzudämmen, sowie als Generalvorsitzender des Jungen islamischen Daʿwa-Rates beim Zentralvorstand der GOLKAR.

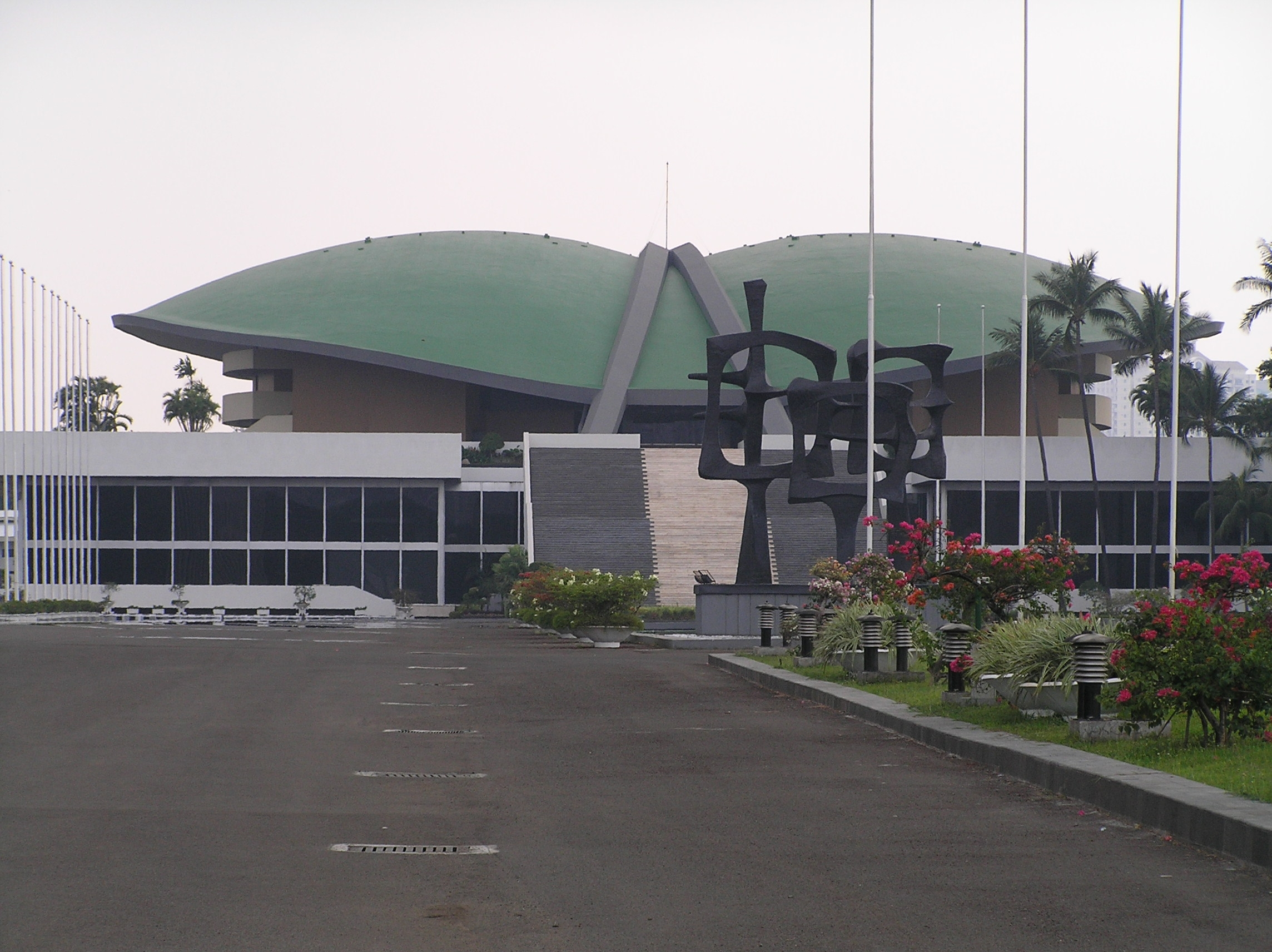
Das Gebäude des Volksvertretungsrates der Republik Indonesien, deren Mitglied er ist.

2008 wurde Mohamad Idris Laena erstmals Mitglied des Volksvertretungsrates der Republik Indonesien DPR-RI (Dewan Perwakilan Rakyat Republik Indonesia) und gehörte dem Parlament nach seinen Wiederwahlen 2009, am 9. April 2014 und am 17. April 2019 seither an und vertrat dort den Wahlkreis RIAU II. 2009 wurde er Mitglied des Zentralvorstandes der GOLKAR und war dort zunächst zuständiges Vorstandsmitglied für Politik und Gesetzgebung, ehe er 2012 zuständiges Vorstandsmitglied für kleine und mittlere Unternehmen sowie Genossenschaften wurde. Neben seinen politischen Tätigkeiten absolvierte ein postgraduales Studium der Rechtswissenschaften an der Universitas Borobudur in Jakarta und schloss dieses 2018 mit einem Master of Laws abschloss. In der bis 2024 dauernden Legislaturperiode des Volksvertretungsrates ist er Mitglied der Kommission VI, die für Industrie, Investitionen und Unternehmenswettbewerb zuständig ist. Im November 2019 wurde er Vorsitzender der GOLKAR-Fraktion in der Beratenden Volksversammlung MPR (Majelis Permusyawaratan Rakyat). Im Dezember 2021 wurde er innerhalb der GOLKAR zum Vorsitzenden der ʿUlamā'-Arbeitsgruppe (Satuan Karya (Satkar) Ulama) gewählt. Er ist ferner Vorsitzender des Aufsichtsrats des Golkar-Instituts. Im Mai 2023 erhielt er von der Universitas Borobudur einen Doktortitel in Rechtswissenschaften mit dem Prädikat „cum laude“.
Aus seiner Ehe mit Lili Masniari gingen vier Kinder hervor.

## Veröffentlichung
- Legal Protection for Child Victims of Cyber Bullying, 2022[6]